# Vincent Matthews
Vincent Edward Matthews, detto Vince (New York, 16 dicembre 1947), è un ex velocista statunitense, specializzato nei 400 metri piani e vincitore di due medaglie d'oro ai Giochi olimpici.

## Biografia
Matthews fu uno dei migliori specialisti mondiali sui 400 m piani fra la fine degli anni sessanta e l'inizio degli anni settanta. Si mise in luce fin da adolescente duellando in diverse occasioni con il futuro campione olimpico Lee Evans. Nel 1967 fu quest'ultimo a prevalere nei due principali appuntamenti dell'anno: i campionati AAU e i Giochi panamericani.
Nel 1968, ad un meeting in vista delle prove di selezione olimpiche, Matthews corse i 400 m piani in 44"4, meglio del record mondiale di Tommie Smith, ma il suo primato non fu omologato per avere usato scarpette chiodate non conformi al regolamento. Ai successivi trials, tuttavia, Matthews giunse solo quarto, preceduto da Evans, Larry James e Ron Freeman. Ai Giochi olimpici di Città del Messico, sebbene escluso dalla gara individuale, fece parte della staffetta 4×400 metri che vinse l'oro con il nuovo record mondiale (2'56"16) che avrebbe resistito per 24 anni. I quattro atleti si presentarono alla premiazione indossando baschi neri e salutarono con il pugno chiuso in segno di solidarietà con il movimento delle Pantere Nere, suscitando ulteriori polemiche dopo l'analogo comportamento tenuto in precedenza da Tommie Smith e John Carlos nella cerimonia di premiazione dei 200 metri.
Dopo una sospensione dell'attività agonistica, Matthews si ripresentò in vista dei Giochi olimpici successivi. Giunse terzo ai trials, preceduto da John Smith e Wayne Collett, ma battendo il vecchio rivale Lee Evans. Nella finale di Monaco Matthews si impose in 44"66 davanti al connazionale Collett (44"80), mentre un infortunio a Smith impedì agli Stati Uniti di fare il pieno delle medaglie.
Alla cerimonia di premiazione, durante l'esecuzione dell'inno nazionale, Matthews e Collett tennero un comportamento che non poté non evocare, seppure in forma meno plateale, il clamoroso gesto di protesta attuato da Tommie Smith e Carlos quattro anni prima. In ogni caso, i due atleti furono immediatamente esclusi dal prosieguo dei Giochi. La loro espulsione, insieme all'infortunio di John Smith, privò gli Stati Uniti della possibilità di partecipare alla staffetta 4×400 m.

## Palmarès
| Anno | Manifestazione      | Sede              | Evento      | Risultato | Prestazione | Note            |
| ---- | ------------------- | ----------------- | ----------- | --------- | ----------- | --------------- |
| 1967 | Giochi panamericani | Winnipeg          | 400 m piani | Argento   | 45"13       |                 |
| 1967 | Giochi panamericani | Winnipeg          | 4×400 m     | Oro       | 3'02"03     |                 |
| 1968 | Giochi olimpici     | Città del Messico | 4×400 m     | Oro       | 2'56"16     | Record mondiale |
| 1972 | Giochi olimpici     | Monaco            | 400 m piani | Oro       | 44"66       |                 |